# Club Social y Deportivo Colo-Colo (femminile)
Il Club Social y Deportivo Colo-Colo Femenino, abbreviato in Colo-Colo, è una squadra di calcio femminile cilena, sezione dell'omonimo club con sede nella capitale Santiago del Cile.
Come la sua controparte maschile, con 13 campionati vinti è la più titolata squadra femminile cilena, e disputa le partite casalinghe nello stadio monumentale David Arellano, situato a Macul, un sobborgo di Santiago, impianto da 45 953 posti.

## Palmarès

### Competizioni nazionali
- Campionato cileno femminile: 13

Torneo 2010, Apertura 2011, Clausura 2011, Apertura 2012, Clausura 2012, Apertura 2013, Clausura 2013, Apertura 2014, Clausura 2014, Apertura 2015, Clausura 2016, Apertura 2017, Clausura 2017
- Copa de Campeonas: 3

2013, 2015, 2016

### Competizioni internazionali
- Coppa Libertadores: 1

2012

## Organico

### Rosa 2021
| N. |                      | Ruolo | Calciatrice                |
| -- | -------------------- | ----- | -------------------------- |
| 1  | Colombia (bandiera)  | P     | Stefany Castaño            |
| 2  | Ecuador (bandiera)   | D     | Martina Osses              |
| 4  | Cile (bandiera)      | C     | Elisa Durán                |
| 5  | Cile (bandiera)      | C     | Gisela Pino                |
| 6  | Cile (bandiera)      | C     | Yastin Jiménez             |
| 7  | Cile (bandiera)      | A     | Isadora Olave              |
| 8  | Venezuela (bandiera) | D     | Anabel Guzmán              |
| 9  | Cile (bandiera)      | A     | María José Urrutia         |
| 10 | Venezuela (bandiera) | C     | Yusmery Ascanio (capitano) |
| 11 | Cile (bandiera)      | A     | Antonia Alarcón            |
| 12 | Cile (bandiera)      | P     | Carolina Armijo            |
| 13 | Cile (bandiera)      | D     | Tyare Ríos                 |
| 14 | Cile (bandiera)      | A     | Javiera Grez               |

| N. |                      | Ruolo | Calciatrice        |
| -- | -------------------- | ----- | ------------------ |
| 15 | Cile (bandiera)      | D     | Anaís Cifuentes    |
| 16 | Cile (bandiera)      | D     | Fernanda Hidalgo   |
| 17 | Cile (bandiera)      | D     | Valentina Díaz     |
| 19 | Cile (bandiera)      | A     | Constanza Oliver   |
| 21 | Cile (bandiera)      | C     | Tamara Mansilla    |
| 22 | Cile (bandiera)      | D     | Nicole Gutiérrez   |
| 23 | Cile (bandiera)      | A     | Nicol Sanhueza     |
| 24 | Cile (bandiera)      | A     | Maryorie Hernandez |
| 25 | Cile (bandiera)      | C     | Margarita Collinao |
| 27 | Cile (bandiera)      | C     | Valentina Lucero   |
| 30 | Cile (bandiera)      | D     | Aixa Helbringer    |
|    | Venezuela (bandiera) | A     | Ysaura Viso        |
|    | Venezuela (bandiera) | D     | Bárbara Sandoval   |